# Pollaclasis bifaria
Pollaclasis bifaria är en skalbaggsart som först beskrevs av Thomas Say 1835.  Pollaclasis bifaria ingår i släktet Pollaclasis och familjen lysmaskar. Inga underarter finns listade i Catalogue of Life.